# 広島県道206号風早停車場線
広島県道206号風早停車場線（ひろしまけんどう206ごう かざはやていしゃじょうせん）は、広島県東広島市を通る一般県道である。

## 概要
東広島市安芸津町風早を通る。

### 路線データ
- 起点：東広島市安芸津町風早（国道185号交点）
- 終点：東広島市安芸津町風早（風早地域センター入口交差点、広島県道353号内海三津線交点）
- 総延長：1,3 km

## 路線状況

### 道路施設

#### 橋梁
- 昭和橋（高野川、東広島市）

## 地理

### 通過する自治体
- 東広島市

### 交差する道路
| 交差する道路            | 交差する場所 | 交差する場所                      |
| ----------------------- | ------------ | --------------------------------- |
| 国道185号               | 安芸津町風早 | 起点                              |
| 広島県道353号内海三津線 | 安芸津町風早 | 風早地域センター入口交差点 / 終点 |

### 交差する鉄道
- 呉線

### 沿線
- JR西日本呉線 風早駅（起点付近）
- 東広島市立風早小学校（終点付近）